# Frank Odoi (football)
Pour le dessinateur, voir Frank Odoi.
Frank Odoi (né le 23 février 1943 à Accra) est un footballeur international ghanéen des années 1960, qui évoluait au poste de milieu offensif.

## Biographie
Frank Odoi évolue pendant plus de dix années aux États-Unis. Il dispute 142 matchs en première division nord-américaine, inscrivant neuf buts.

## Buts inscrits en sélection
| Buts de Frank Odoi en sélection (incomplet) | Buts de Frank Odoi en sélection (incomplet) | Buts de Frank Odoi en sélection (incomplet) | Buts de Frank Odoi en sélection (incomplet) | Buts de Frank Odoi en sélection (incomplet) | Buts de Frank Odoi en sélection (incomplet) | Buts de Frank Odoi en sélection (incomplet) |
| ------------------------------------------- | ------------------------------------------- | ------------------------------------------- | ------------------------------------------- | ------------------------------------------- | ------------------------------------------- | ------------------------------------------- |
| -                                           | Date                                        | Lieu                                        | Adversaire                                  | Résultat                                    | Compétition                                 |                                             |
| 1                                           | 21 janvier 1965                             | Tunis (Tunisie)                             | Tunisie                                     | 3-2                                         | CAN 1965 (finale)                           |                                             |
| 2                                           | 21 janvier 1965                             | Tunis (Tunisie)                             | Tunisie                                     | 3-2                                         | CAN 1965 (finale)                           |                                             |
| 3                                           | 21 octobre 1965                             | ? (Congo-Brazzaville)                       | Congo                                       | 2-1                                         | Amical                                      |                                             |
| 4                                           | 6 novembre 1965                             | ? (Ghana)                                   | Nigeria                                     | 3-0                                         | Amical                                      |                                             |
| 5                                           | 19 janvier 1968                             | Addis-Abeba (Ethiopie)                      | Côte d'Ivoire                               | 4-3                                         | CAN 1968 (demi-finale)                      |                                             |

## Palmarès
Avec le Ghana
- Coupe d'Afrique des nations
  - Vainqueur en 1965
  - Finaliste en 1968
- Jeux olympiques
  - Quart-de-finaliste en 1964

Avec Great Olympics
- Championnat du Ghana
  - Vice-champion en 1966 et en 1967

Avec  Syracuse Scorpions
- American Soccer League
  - Finaliste en 1969

Avec Rochester Lancers
- NASL
  - Champion en 1970